# Борис В'ячеславич
Борис В'ячеславич (нар. до 1058 — пом. 3 жовтня 1078) — князь чернігівський (травень 1077).
Борис був вщижським князем і сином смоленського князя В'ячеслава Ярославича. Загинув 3 жовтня 1078 року в битві на Нежатиній Ниві під Черніговом, де спільні війська Ярославичів (Ізяслава та Всеволода) розбили Бориса та тмутаракаського князя Олега Гореславича. Битва на Нежатиній Ниві та загибель Ізяслава і Бориса згадані у «Слові о Полку Ігоревім».